# Thea Louise Stjernesund
Thea Louise Stjernesund est une skieuse alpine norvégienne, née le 24 novembre 1996.

## Biographie
Elle est présente sur le circuit de Coupe d'Europe depuis décembre 2014, obtenant sa première victoire au slalom géant de Zinal en janvier 2018. 
Elle prend son premier départ en Coupe du monde en octobre 2018 à Sölden, se classant à une notable neuvième place. Aux Finales de Soldeu, elle fait partie de l'équipe norvégienne deuxième de l'épreuve par équipes. Pour sa première saison en Coupe du monde, elle est classée 13e en slalom géant. Elle est sélectionnée pour les Championnats du monde 2019, où elle est 18e du slalom géant. 

## Palmarès

### Jeux olympiques d'hiver
| Épreuve / Édition | Slalom | Géant | Team event                          |
| ----------------- | ------ | ----- | ----------------------------------- |
| JO 2022 Pékin     |        |       | Médaille de bronze, Jeux olympiques |

### Championnats du monde
| Épreuve / Édition                | Slalom géant | Parallèle                        | Par équipes                      |
| -------------------------------- | ------------ | -------------------------------- | -------------------------------- |
| Mondiaux 2019 Åre                | 18e          | Épreuve inexistante à cette date | Épreuve inexistante à cette date |
| Mondiaux 2023 Courchevel-Méribel |              | Bronze                           | Argent                           |

### Coupe du monde
- Meilleur classement général : 49e en 2019.
- Meilleur résultat : 9e.
- 4 podiums en individuel.
- 2 podiums par équipes.

| Année/Classement | Général | Général | Descente | Descente | Slalom | Slalom | Slalom géant | Slalom géant | Super G | Super G | Combiné | Combiné |
| Année/Classement | Class.  | Points  | Class.   | Points   | Class. | Points | Class.       | Points       | Class.  | Points  | Class.  | Points  |
| ---------------- | ------- | ------- | -------- | -------- | ------ | ------ | ------------ | ------------ | ------- | ------- | ------- | ------- |
| 2019             | 49e     | 140     | -        | -        | 52e    | 8      | 13e          | 132          | -       | -       | -       | -       |

### Championnats du monde junior
- Sotchi 2016 :
  -  Médaille de bronze par équipes.

### Coupe d'Europe
- Vainqueur du classement du slalom géant en 2018.
- 2 victoires.